# Joanot Martorell

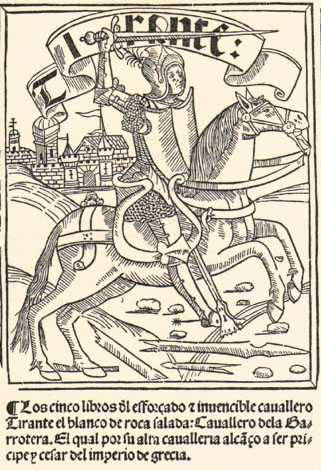
IVoorpagina van Tirant lo Blanc.

Joanot Martorell (Gandia, ± 1413 - València, 1468) was een laatmiddeleeuws schrijver in de Valenciaanse variant van de Catalaanse taal. Hij is de auteur van Tirant lo Blanc, een werk dat beschouwd wordt als de eerste moderne Europese roman.
Hij komt uit een familie van lagere adel uit Gandia, die zich in Valencia gevestigd had. Zijn grootvader was koninklijk advisieur en zijn vader kamerling van Maarten I van Aragón. Hij was de zwager van de dichter Ausiàs March. Als ridder kende Martorell een bewogen leven. Hij verbleef langere tijd in Engeland, Portugal en Italië, waar hij aan diverse ridderlijke conflicten en duels deelgenomen heeft.
Naast het slagveld was hij ook een groot liefhebber van de literatuur. Zijn vele reizen, vooral naar Engeland, waren een belangrijke inspiratiebron voor zijn roman Tirant lo Blanc. In 1454 reisde hij naar Napels om Alfons V van Aragón bij te staan. In 1460 begon hij met het schrijven van zijn roman. In Portugal leerde hij Ferdinand van Viseu, zoon van de koning van Portugal kennen, aan wie hij zijn roman opdroeg.

## Tirant lo Blanc
Het werk telt 487 hoofdstukken uit het leven van een ridder genaamd Tirant. In 1490 heeft Martí Joan de Galva het werk gedrukt. Hij werd lange tijd beschouwd als co-auteur, maar onderzoek in de jaren 1990 heeft uitgewezen dat Martorell de enige auteur is.